# Leptogium victorianum
Leptogium victorianum är en lavart som beskrevs av F. Wilson. Leptogium victorianum ingår i släktet Leptogium och familjen Collemataceae.   Inga underarter finns listade i Catalogue of Life.